# جيرت فيرهين
جيرت فيرهين مواليد 10 مارس 1973 في بلجيكا، هو دراج بلجيكي سابق في صنف سباق الدراجات على الطريق. فاز بالبطولة الوطنية البلجيكية للسباق على الطريق في 2004.

## وصلات خارجية
- الموقع الرسمي

## روابط خارجية
- جيرت فيرهين على موقع الاتحاد الدولي للدراجات (الإنجليزية)
- جيرت فيرهين على موقع أرشيف الدراجات (الإنجليزية)
- جيرت فيرهين على موقع إحصائيات الدراجات الإحترافية (الإنجليزية)
- جيرت فيرهين على موقع نسبة الدراجات (الإنجليزية)